# Montsoult
Montsoult [mɔ̃su]  est une commune du Val-d'Oise située à flanc de coteau à l'orée de la forêt de L'Isle-Adam, dominant la plaine de France, et à environ 25 km au nord de Paris.
Ses habitants sont les Montsoultois(es).

## Géographie

### Localisation

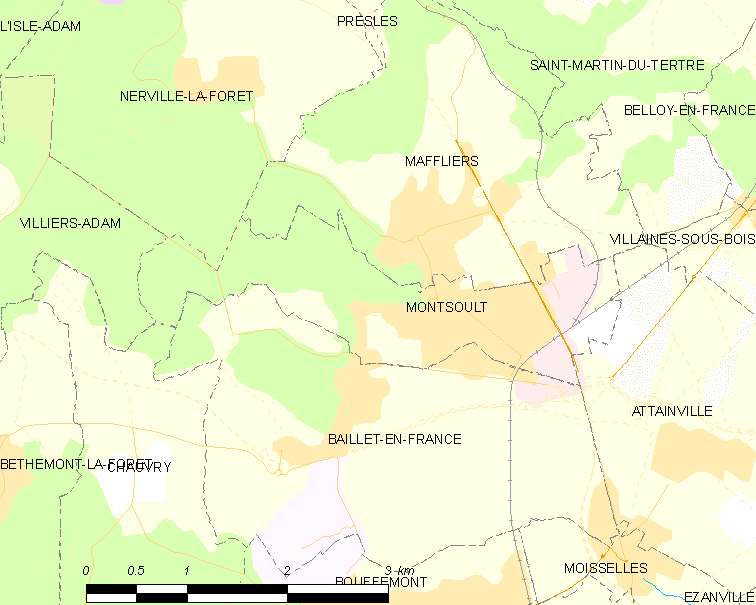
Carte de la commune.
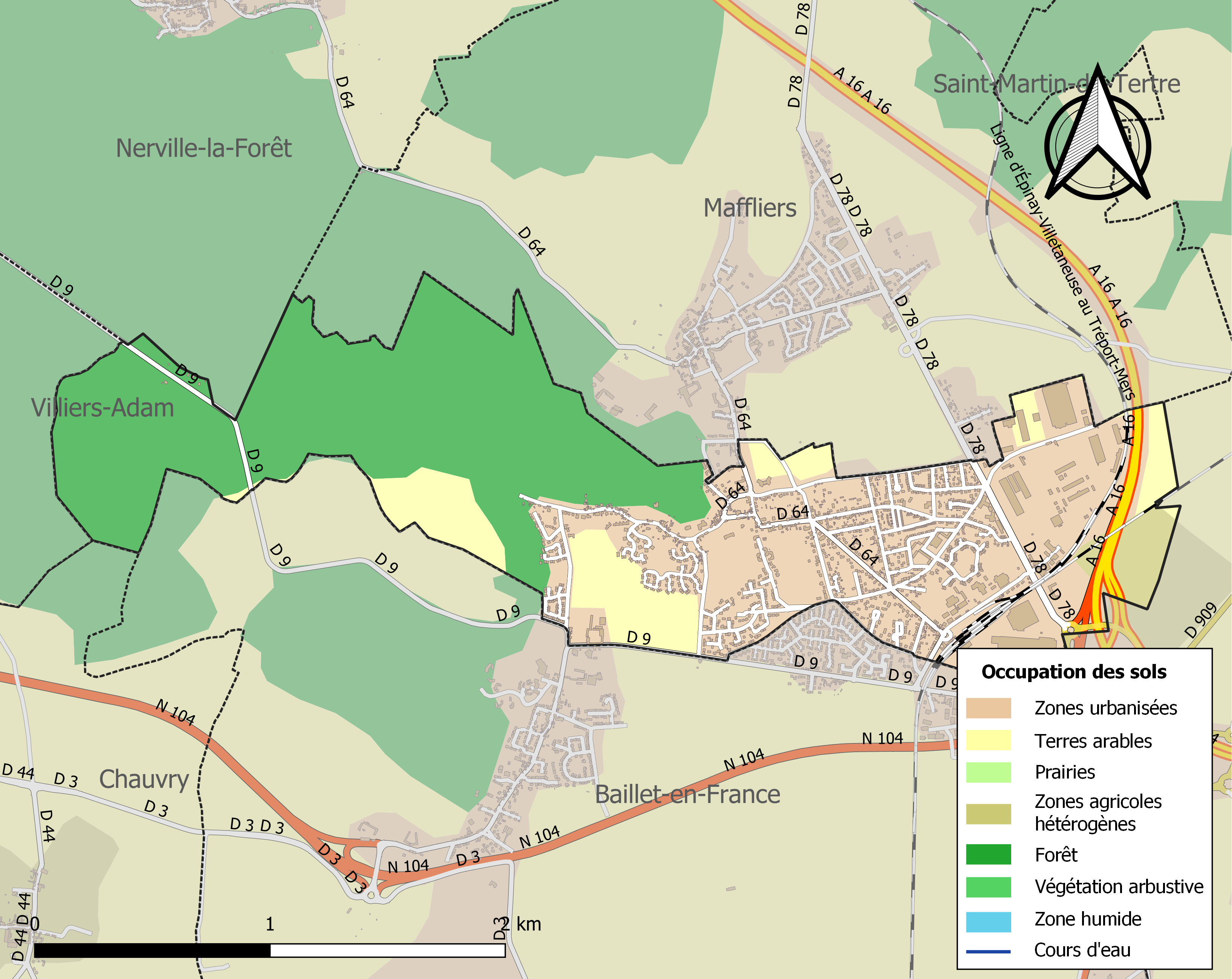
Occupation des sols.

### Communes limitrophes
La commune est limitrophe de Maffliers, Attainville, Baillet-en-France, Chauvry, Villiers-Adam et Nerville-la-Forêt.
| Nerville-la-Forêt | Maffliers         |             |
| Villiers-Adam     | Montsoult         | Attainville |
| Chauvry           | Baillet-en-France |             |

### Climat
Pour des articles plus généraux, voir Climat de l'Île-de-France et Climat du Val-d'Oise.
En 2010, le climat de la commune est de type climat océanique dégradé des plaines du Centre et du Nord, selon une étude du CNRS s'appuyant sur une série de données couvrant la période 1971-2000. En 2020, Météo-France publie une typologie des climats de la France métropolitaine dans laquelle la commune est dans une zone de transition entre le climat océanique et le climat océanique altéré et est dans la région climatique  Sud-ouest du bassin Parisien, caractérisée par une faible pluviométrie, notamment au printemps (120 à 150 mm) et un hiver froid (3,5 °C). 
Pour la période 1971-2000, la température annuelle moyenne est de 10,8 °C, avec une amplitude thermique annuelle de 14,6 °C. Le cumul annuel moyen de précipitations est de 701 mm, avec 11,8 jours de précipitations en janvier et 8,2 jours en juillet. Pour la période 1991-2020, la température moyenne annuelle observée sur la station météorologique la plus proche, située sur la commune de Bonneuil-en-France à 15 km à vol d'oiseau, est de 12,1 °C et le cumul annuel moyen de précipitations est de 616,3 mm,. Pour l'avenir, les paramètres climatiques de la commune estimés pour 2050 selon différents scénarios d'émission de gaz à effet de serre sont consultables sur un site dédié publié par Météo-France en novembre 2022.

## Urbanisme

### Typologie
Au 1er janvier 2024, Montsoult est catégorisée ceinture urbaine, selon la nouvelle grille communale de densité à sept niveaux définie par l'Insee en 2022.
Elle appartient à l'unité urbaine de Montsoult, une agglomération intra-départementale regroupant trois  communes, dont elle est ville-centre,,. Par ailleurs la commune fait partie de l'aire d'attraction de Paris, dont elle est une commune de la couronne,. Cette aire regroupe 1 929 communes,.

### Voies de communication et transports

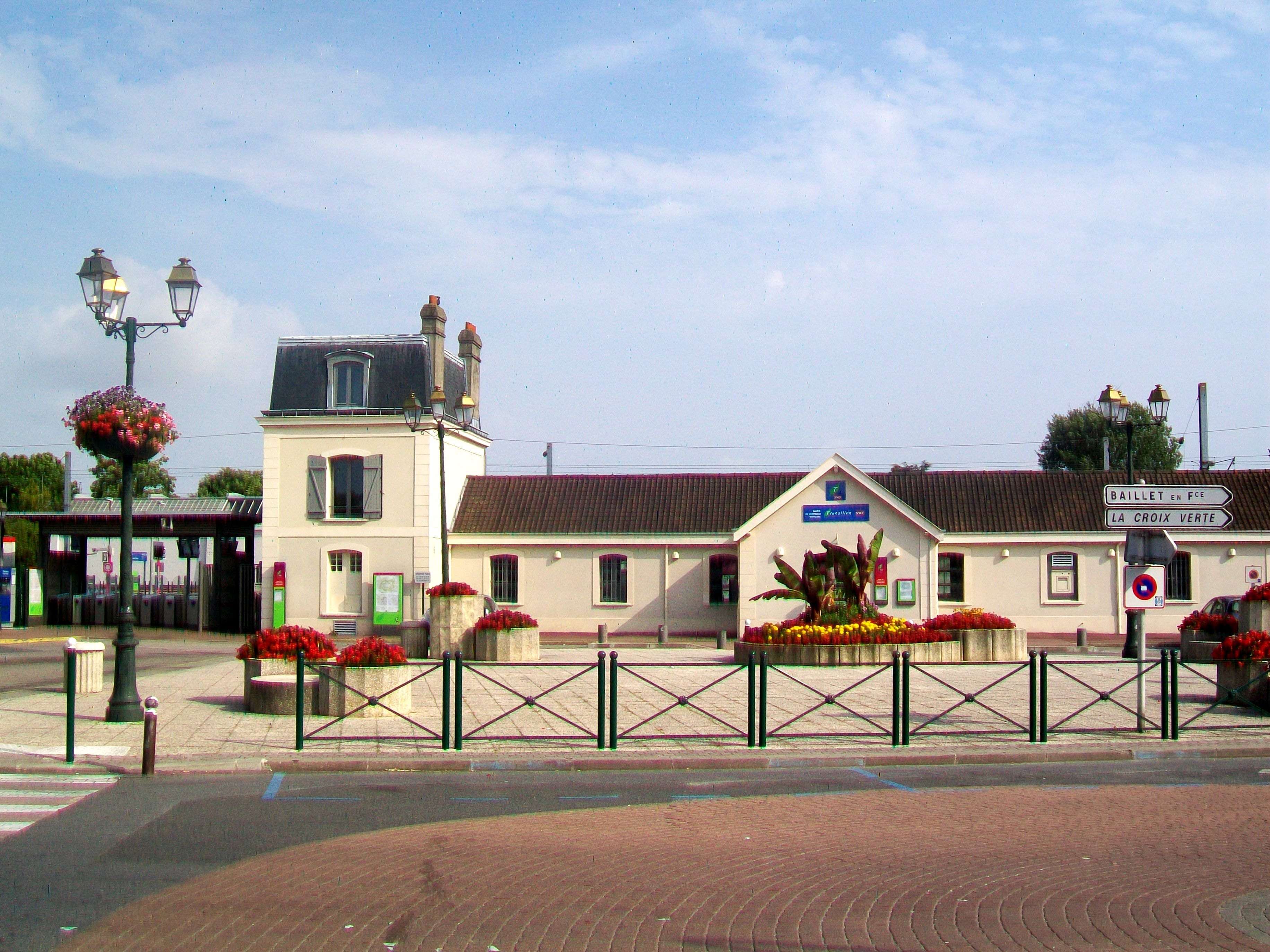
La gare de Montsoult - Maffliers.

Montsoult est desservie par la gare de Montsoult - Maffliers, sur la ligne H du Transilien, branches Paris-Nord — Persan-Beaumont / Luzarches. La gare est desservie à raison d'un train omnibus au quart d'heure en heures creuses et par 8 trains semi-directs en heures en pointe, soit en alternance un train semi-direct au quart d'heure (omnibus de Paris à Sarcelles - Saint-Brice puis direct) et un autre train semi-direct (direct de Paris à Sarcelles - Saint-Brice et omnibus ensuite) au quart d'heure. La desserte se réduit à un train omnibus à la demi-heure en soirée (après 20 h 30). Il faut de 26 à 31 minutes de trajet à partir de la gare du Nord.

## Histoire
Le nom de Montsoult provient probablement du latin Monticelis, altération de Montis Cellariensis, mont relatif au cellier des moines, ou peut-être de l'anthroponyle Monte-Ceodi, chevalier de 1233.[citation nécessaire]
Le village est mentionné pour la première fois dans un diplôme de Charles le Chauve en 862.[citation nécessaire]
Vers 1275, la seigneurie est partagée entre une branche de la famille de Montmorency et la famille La Queue. Les deux domaines sont réunis en 1744 par Geoffroy Macé Camus de Pontcarré, baron de Maffliers.
La population s'élève à un peu plus de 400 habitants au XIXe siècle.
Avec l'arrivée du chemin de fer en 1875, la commune connaît une lente évolution démographique et s'étend vers la gare, située dans la plaine.
Une première vague de lotissement débute en 1926 provoquant un important afflux de population.
En 1940, le château situé 3, rue de Pontoise est réquisitionné par les Allemands ; la mairie y aménage un internat en 1943 puis le revend en 1945 à l'ambassade d'URSS[réf. nécessaire].
Des barres d'immeubles sont construites dans les années 1960.

## Politique et administration
Montsoult fait partie de la juridiction d’instance de Gonesse (depuis la suppression du tribunal d'instance d'Écouen en février 2008), et de grande instance ainsi que de commerce de Pontoise,.

### Liste des maires
| Période                                  | Période   | Identité              | Étiquette | Qualité                                                                   |
| ---------------------------------------- | --------- | --------------------- | --------- | ------------------------------------------------------------------------- |
| Les données manquantes sont à compléter. |           |                       |           |                                                                           |
| mai 1925                                 | ?         | M. Fourcade           |           |                                                                           |
|                                          |           |                       |           |                                                                           |
| /1962                                    | ?         | Henri Coquelle        | DVD-UNR   | Conseiller général du canton d'Ecouen (1953 → 1961)                       |
|                                          |           |                       |           |                                                                           |
| ?                                        | mars 2001 | Émile Combres         |           |                                                                           |
| mars 2001                                | mars 2014 | Jean-Claude Boistard, | DVD       |                                                                           |
| mars 2014,                               | mars 2020 | Lucien Mellul         | DVD       | Retraité 7e vice-président de la CC Carnelle Pays de France (2018 → 2020) |
| mars 2020                                | En cours  | Silvio Biello         | SE        | Artisan 11e vice-président de la CC Carnelle Pays de France (2020 → )     |

### Enseignement
- École maternelle Charles Perrault
- École primaire Alphonse Daudet
- École élémentaire Jules Ferry
- Lycée professionnel Jean Mermoz
- Collège Marcel Pagnol

## Population et société

### Démographie
L'évolution du nombre d'habitants est connue à travers les recensements de la population effectués dans la commune depuis 1793. Pour les communes de moins de 10 000 habitants, une enquête de recensement portant sur toute la population est réalisée tous les cinq ans, les populations de référence des années intermédiaires étant quant à elles estimées par interpolation ou extrapolation. Pour la commune, le premier recensement exhaustif entrant dans le cadre du nouveau dispositif a été réalisé en 2004.

En 2022, la commune comptait 4 095 habitants, en évolution de +20,26 % par rapport à 2016 (Val-d'Oise : +4 %, France hors Mayotte : +2,11 %).
| 1793 | 1800 | 1806 | 1821 | 1831 | 1836 | 1841 | 1846 | 1851 |
| ---- | ---- | ---- | ---- | ---- | ---- | ---- | ---- | ---- |
| 457  | 398  | 450  | 478  | 433  | 437  | 447  | 441  | 412  |

| 1856 | 1861 | 1866 | 1872 | 1876 | 1881 | 1886 | 1891 | 1896 |
| ---- | ---- | ---- | ---- | ---- | ---- | ---- | ---- | ---- |
| 355  | 382  | 350  | 334  | 354  | 395  | 458  | 418  | 417  |

| 1901 | 1906 | 1911 | 1921 | 1926 | 1931 | 1936 | 1946 | 1954  |
| ---- | ---- | ---- | ---- | ---- | ---- | ---- | ---- | ----- |
| 424  | 385  | 442  | 543  | 727  | 888  | 951  | 990  | 1 209 |

| 1962  | 1968  | 1975  | 1982  | 1990  | 1999  | 2004  | 2006  | 2009  |
| ----- | ----- | ----- | ----- | ----- | ----- | ----- | ----- | ----- |
| 1 535 | 1 777 | 2 498 | 3 175 | 3 523 | 3 519 | 3 525 | 3 492 | 3 416 |

| 2014  | 2019  | 2022  | - | - | - | - | - | - |
| ----- | ----- | ----- | - | - | - | - | - | - |
| 3 431 | 3 633 | 4 095 | - | - | - | - | - | - |

## Culture locale et patrimoine

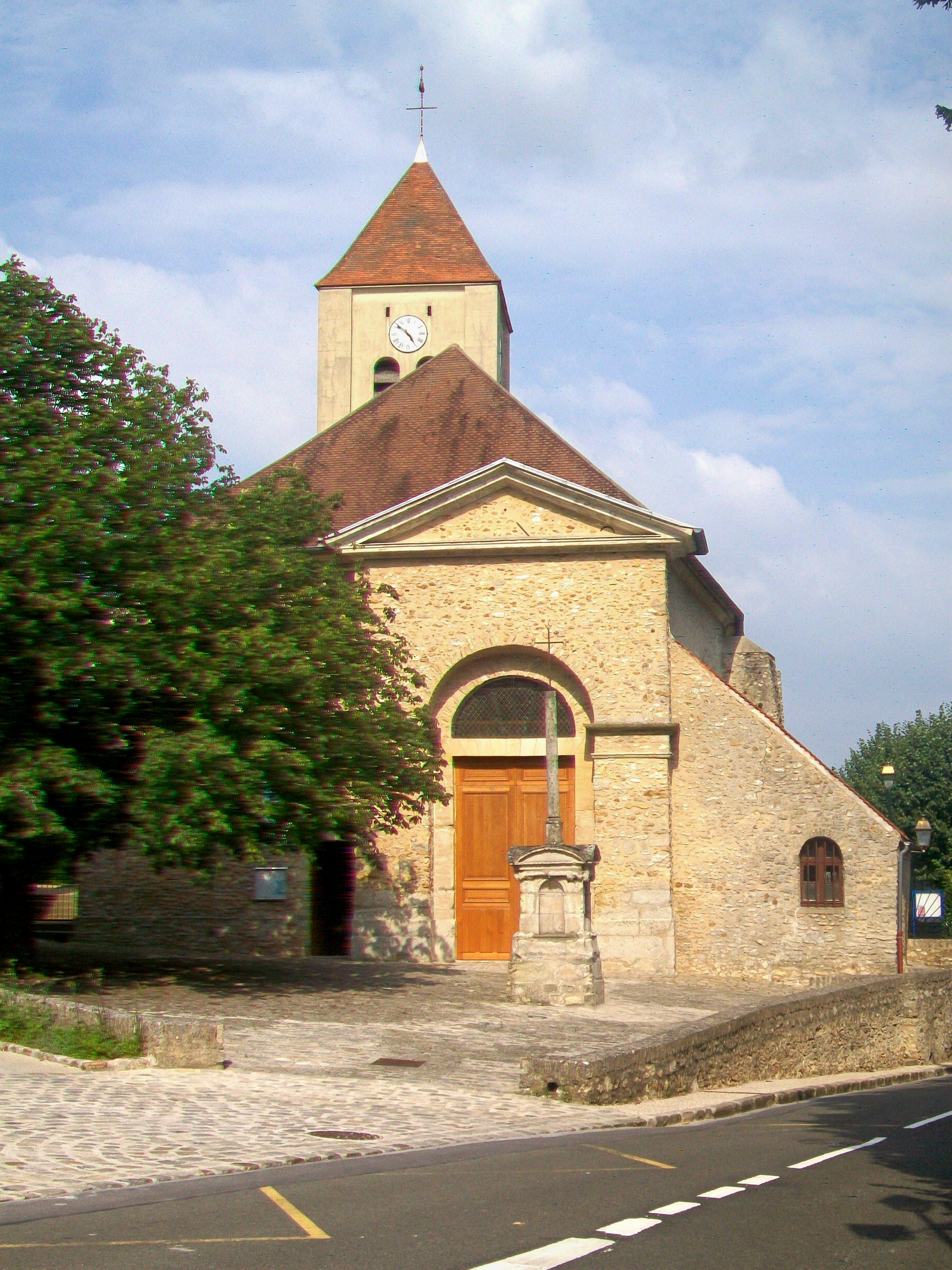
L'église Saint-Sulpice.

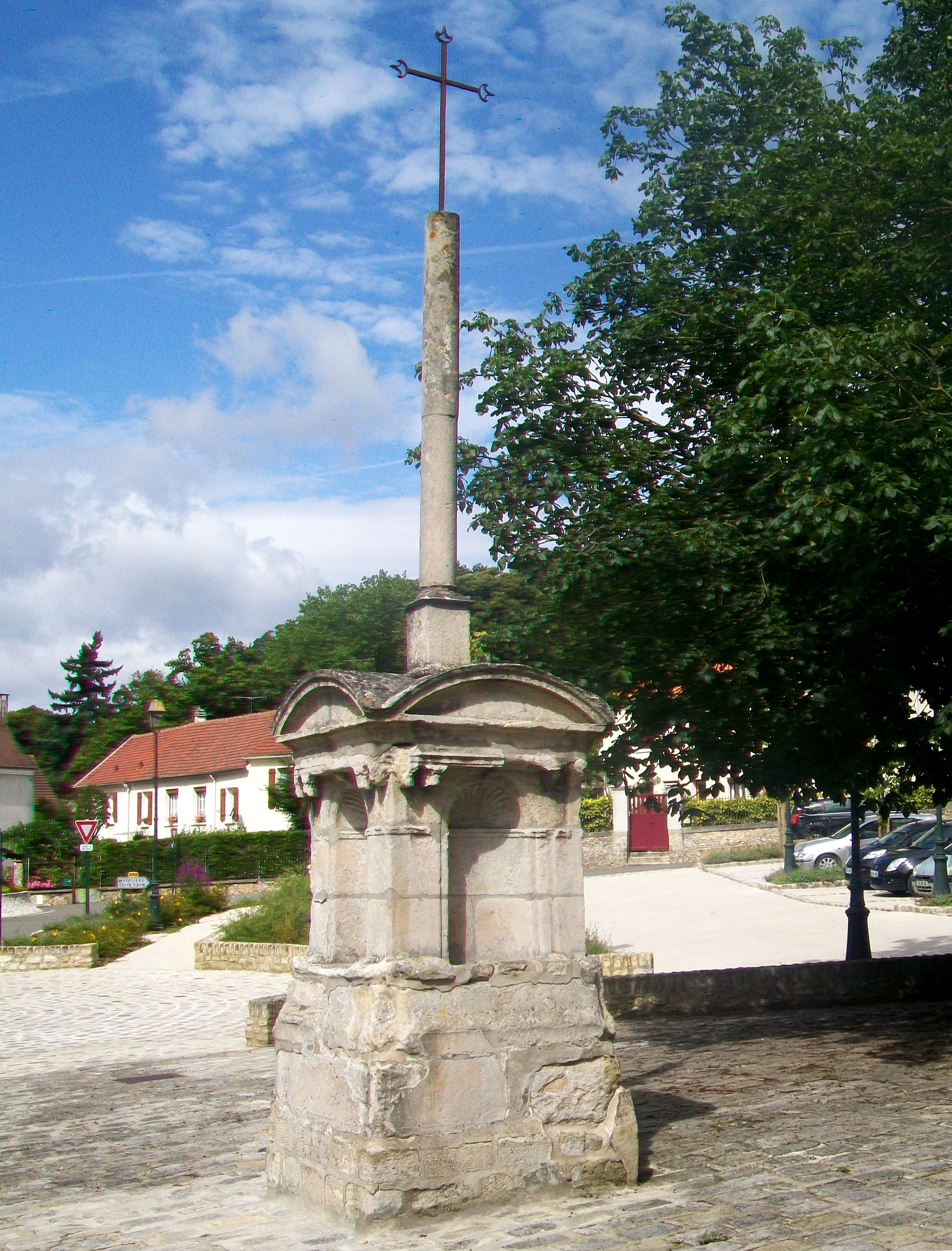
Croix devant l'église.

### Lieux et monuments

#### Monuments historiques
Montsoult compte deux monuments historiques sur son territoire.
- Église Saint-Sulpice, rue de la Mairie (inscrite monument historique par arrêté du 16 juin 1926[28])

Elle succède à une église du XIIe ou du XIIIe siècle, qui a été presque entièrement reconstruite pendant la première moitié du XVIe siècle dans le style gothique flamboyant. Sa dédicace a été célébrée en 1543.
C'est un édifice assez simple, qui se distingue par son plan inhabituel à double nef, ce qui en fait une église-halle. L'instabilité du terrain a motivé plusieurs reprises en sous oeuvre, et l'extérieur est sans grand caractère. La façade du XVIIIe siècle est influencée par le style classique, et devrait normalement être enduite.
L'intérieur tient son caractère par des huit voûtes d'ogives, dont certaines retombent sur des piliers agrémentés de frises sculptées. Des désordres de structure ont motivé une longue campagne de restauration entre 1967 et 1976. Pratiquement tout le mobilier ancien a été enlevé de l'église, et elle a été redécorée par la suite. Les fonts baptismaux, quatre statues et un tableau sont les seuls éléments antérieurs à la Révolution française maintenus en place.
Aujourd'hui, l'église Saint-Sulpice est le principal lieu de culte d'un regroupement paroissial qui s'étend sur quatre communes.
- Ancienne croix de cimetière, devant l'église (inscrite monument historique par arrêté du 16 juin 1926[30])

Elle n'a pas été déplacée lors du transfert du cimetière vers la périphérie Est du village. La croix proprement dite est en fer forgé et très simple. Elle est plantée sur un fût cylindrique à la base carrée, qui se dresse sur un piédestal Renaissance particulièrement élaboré, mais mal conservé. Une niche est ménagée dans chacune des quatre faces, dont la partie supérieure est moulurée à la façon d'une coquille Saint-Jacques : Montsoult était effectivement situé sur l'un des chemins de pèlerinage vers Saint-Jacques-de-Compostelle. Des petits frontons en arc de cercle légèrement saillants surmontent les niches. Ces frontons prennent appui, à chacune des deux extrémités, sur deux consoles ayant apparemment été sculptées en têtes.

#### Autres éléments du patrimoine

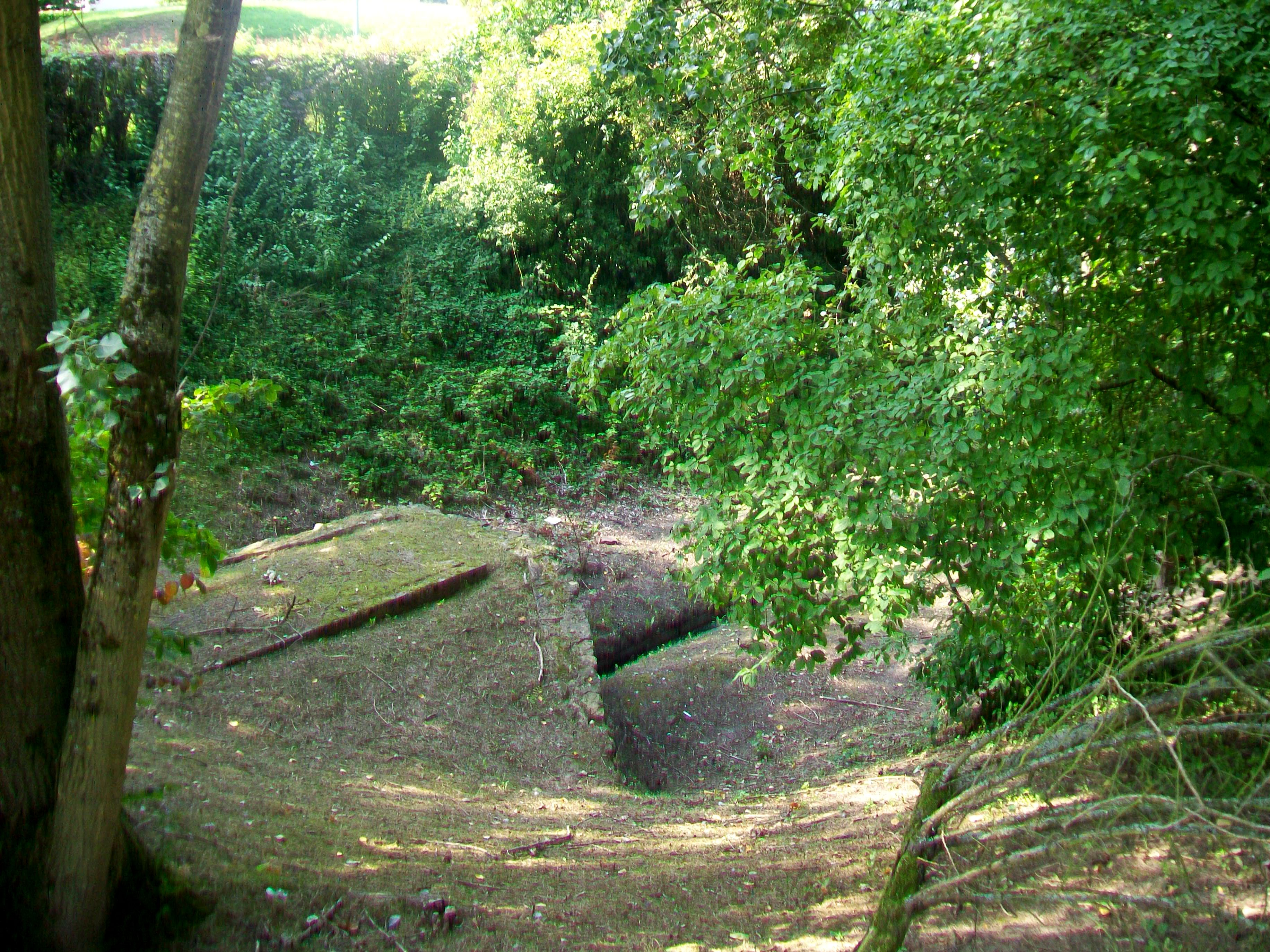
Le trou Floquet.
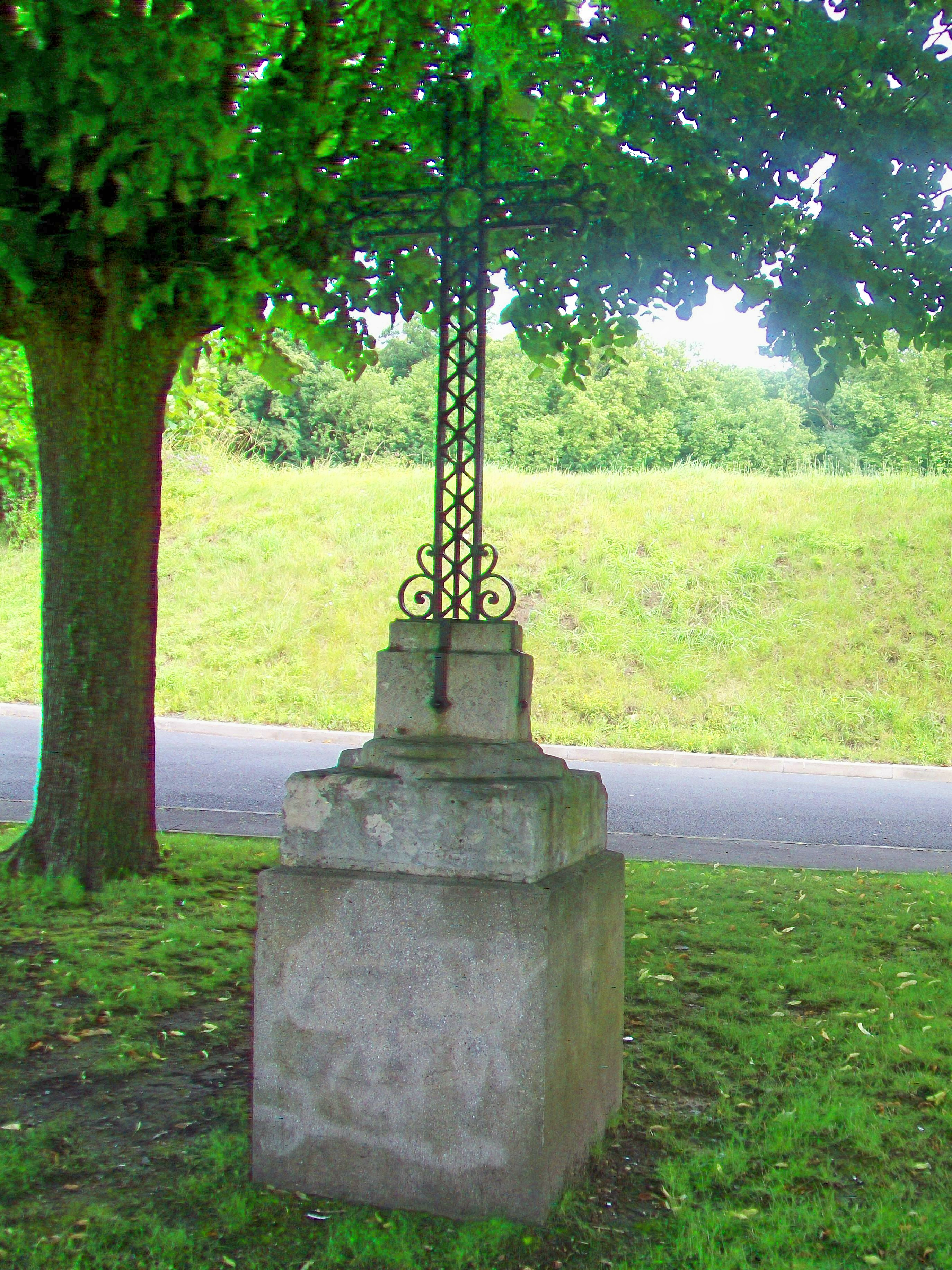
Croix de Montsoult.
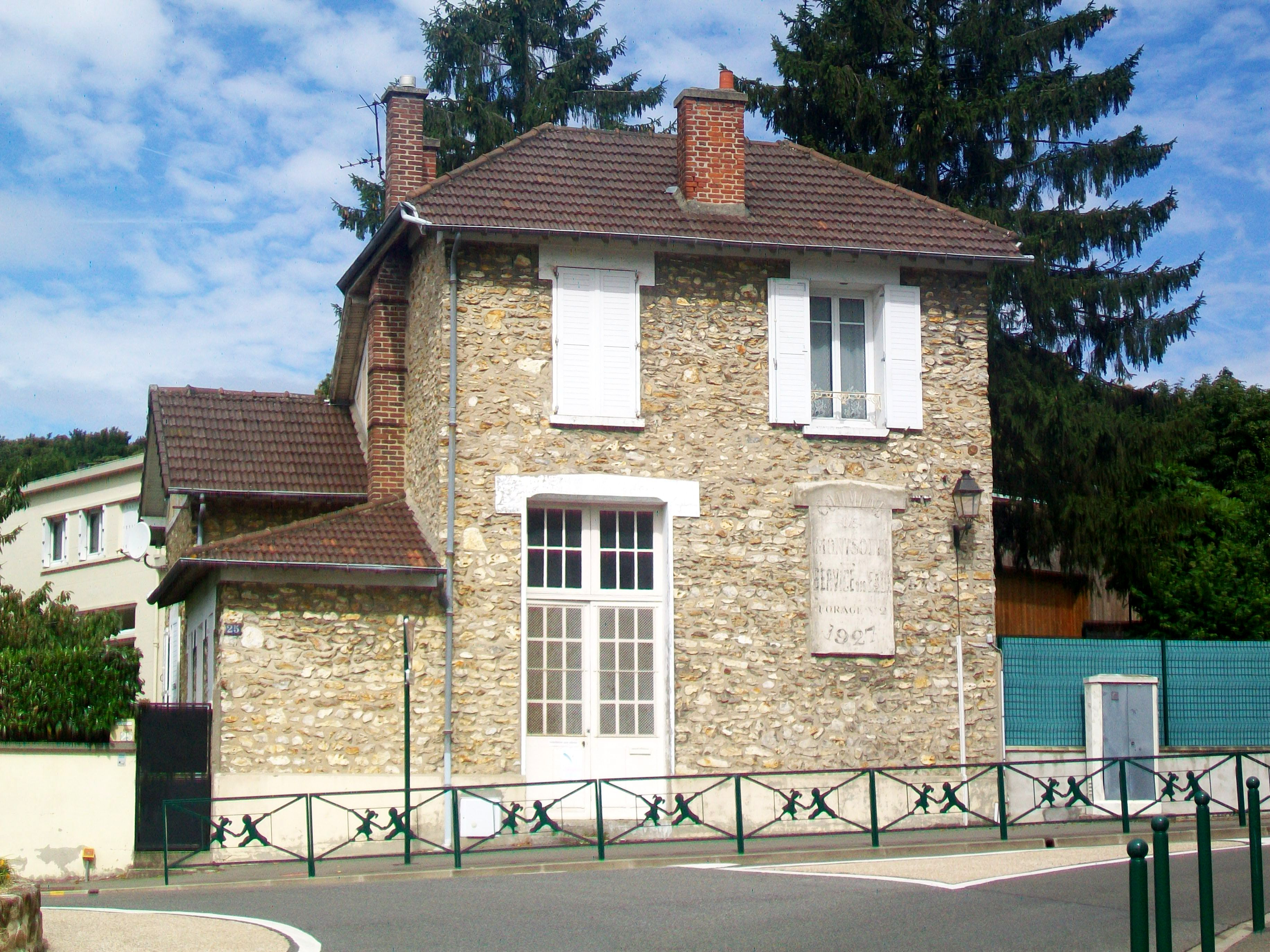
Maison 26 rue des Charmilles avec un puits de captage d'eau potable qui en 1927 alimentait le village .
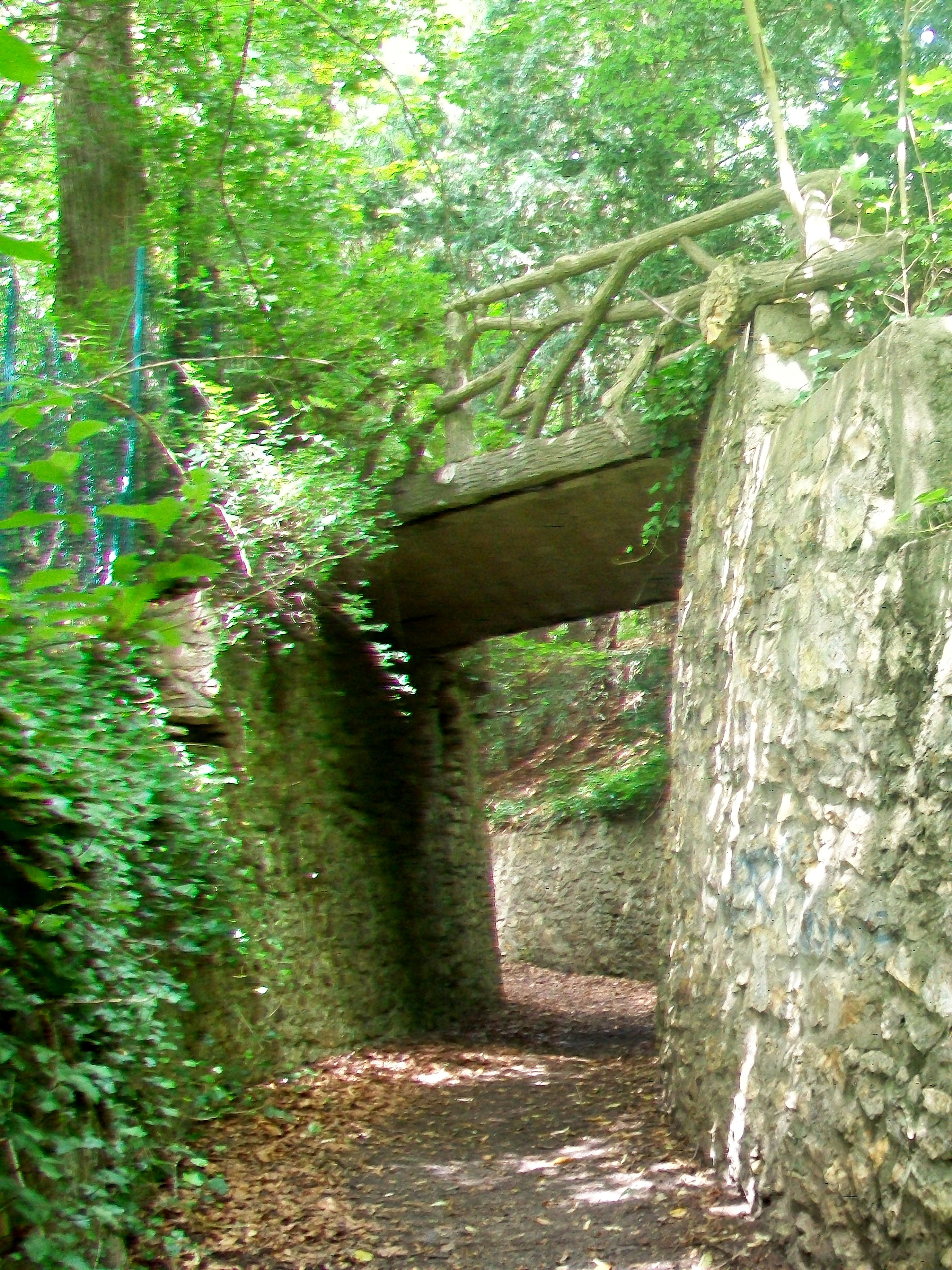
Passerelle en lisière de forêt.

- Le trou Floquet, rue Paul-Rimet

L'origine de cette dépression du terrain est inconnue, mais il s'agit probablement d'un vestige de l'époque de l'exploitation du gypse qui existait dans la région depuis le haut Moyen Âge. Le trou Floquet fut déjà mentionné sous ce nom dans une charte de 1584. Après des périodes pluvieuses, le fond du trou se remplit d'eau, et évacuée ensuite par une canalisation. La cavité est solidifiée et conforté par des murs en moellons pour stabiliser le terrain.
- Croix de Montsoult, situé au carrefour rue de Maffliers / rue des Charmilles / rue de Villaines

Cette croix s'élève à l'emplacement d'une croix plus ancienne connue depuis la fin du XVIIe siècle, marquant l'entrée Est du village sur la route royale de Beauvais à Paris qui passait jadis par les hauteurs de Montsoult.
- Maison au 26 rue des Charmilles

Cette maison conserve une inscription d'époque, « Commune de Montsoult, Service des Eaux, Forage n° 2, 1927 ». Un second puits profonds fut foré en cette année pour alimenter en eau potable les nouveaux lotissements construits. L'adduction d'eau potable remonte déjà à 1909 à Montsoult, du fait du débit insuffisant des trois fontaines existantes préalablement.
- Villa Béthanie, rue de Baillet

Cet ancien séminaire oratorien s'élève depuis 1889 à l'emplacement de l'ancien château médiéval du Pied-de-Fer, détruit en 1875. Les hauts murs de clôture en pierres du grand domaine occupé pour l'essentiel par un parc, longent la rue de la Mairie en face de l'église, la rue de Pontoise et la rue de Baillet. L'allée des Clématites délimite le parc au Sud et à l'Est.
- Passerelle, sente de derrière le Moulin

Ce petit pont surplombant une sente rurale date du début du XXe siècle et relie les deux parties du parc de l'ancien château de Montsoult disparu, et réunies de nouveau après leur rachat par les mêmes propriétaires. Il s'agit de Fernand Fourcade, banquier et industriel, maire de Montsoult de 1899 à 1932, et de son beau-frère Georges Provost. La ruelle du Moulin a par ailleurs été déplacée sur leur demande. D'autres passerelles ont été construites entre les deux composantes de la propriété, mais une seule subsiste. Les garde-corps en béton armé imitent la texture du bois.

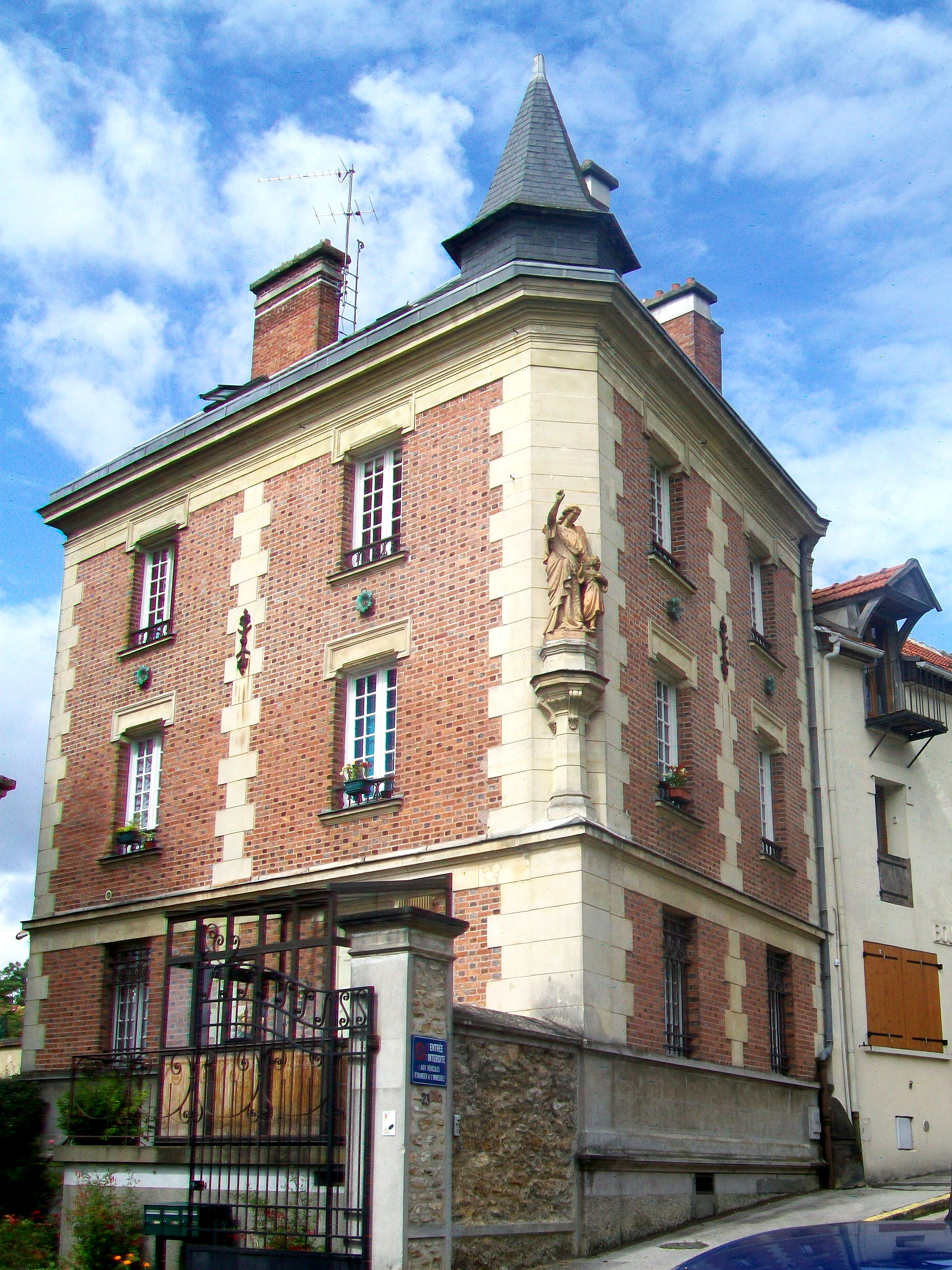
Maison de l'Ange-gardien.
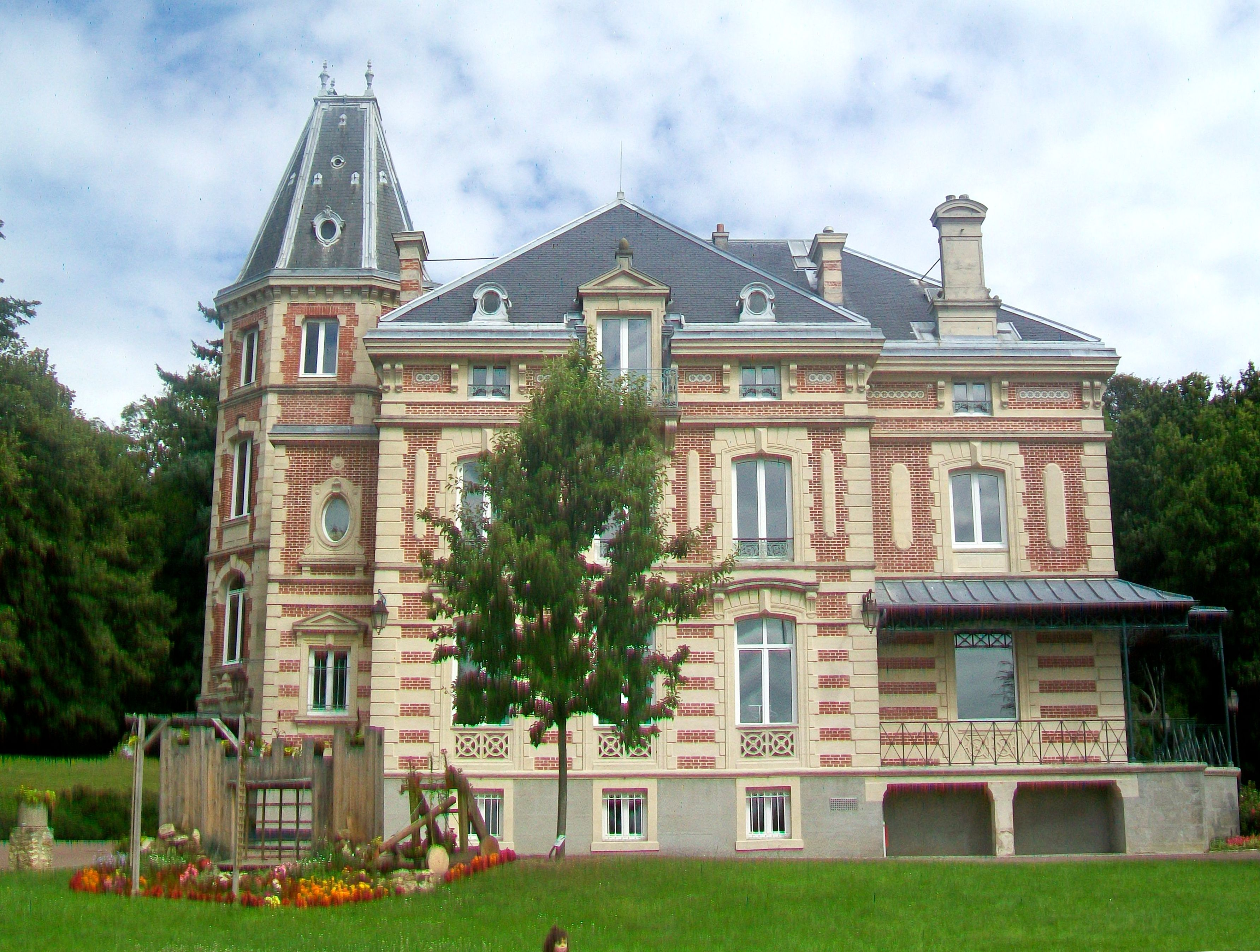
Villa des Tilleuls.
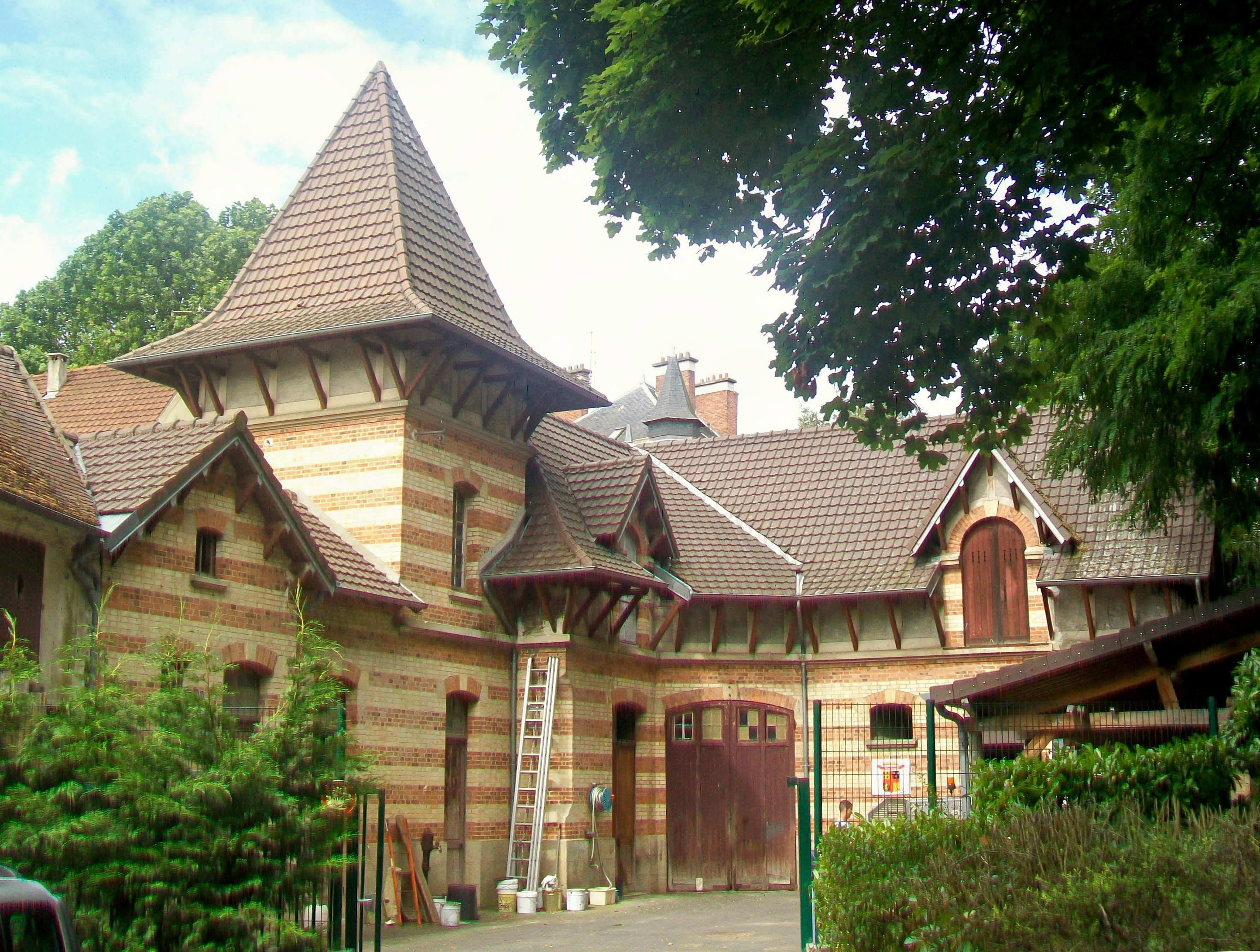
Maison de gardien.
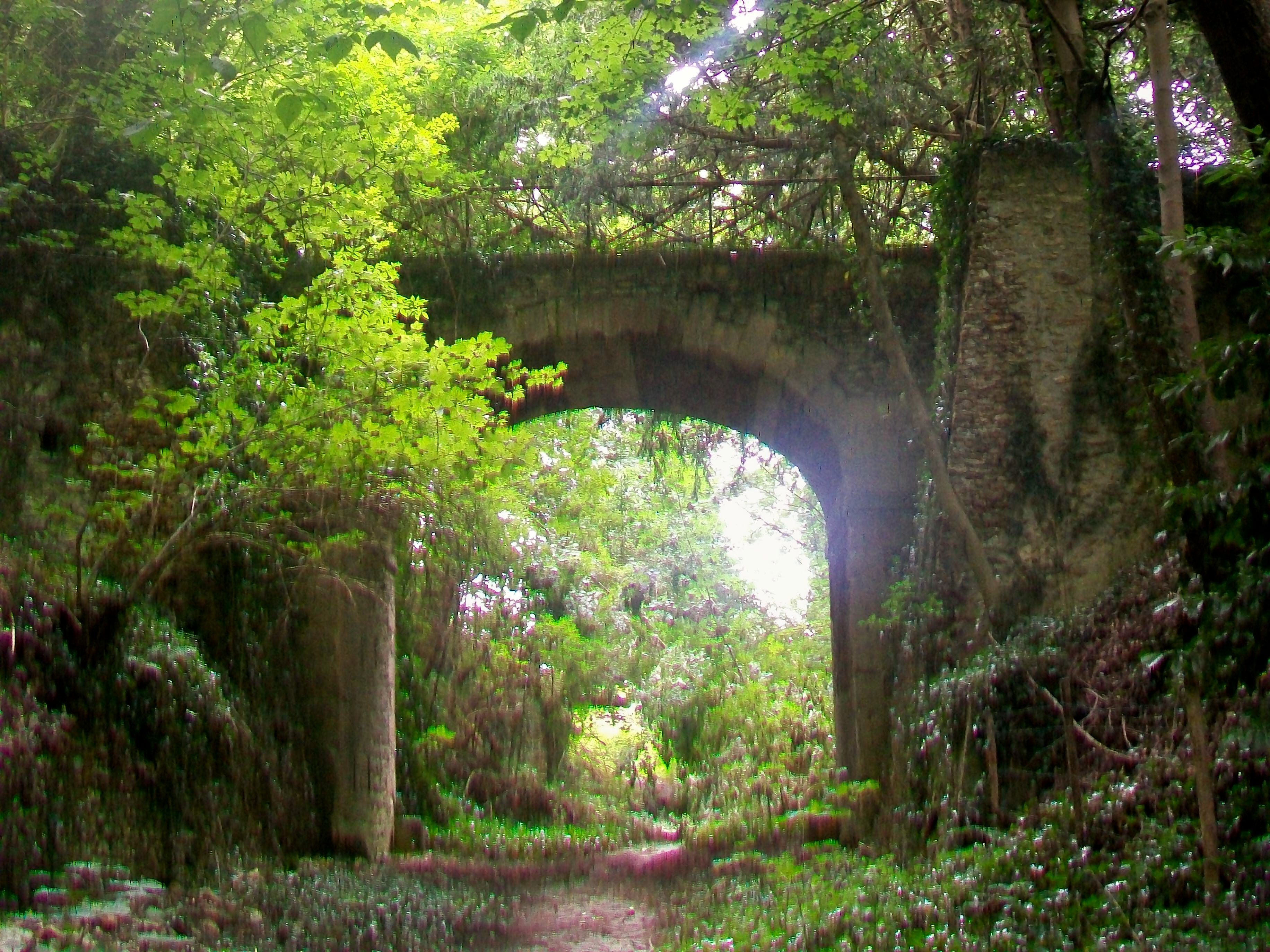
Pont d'Arcole.
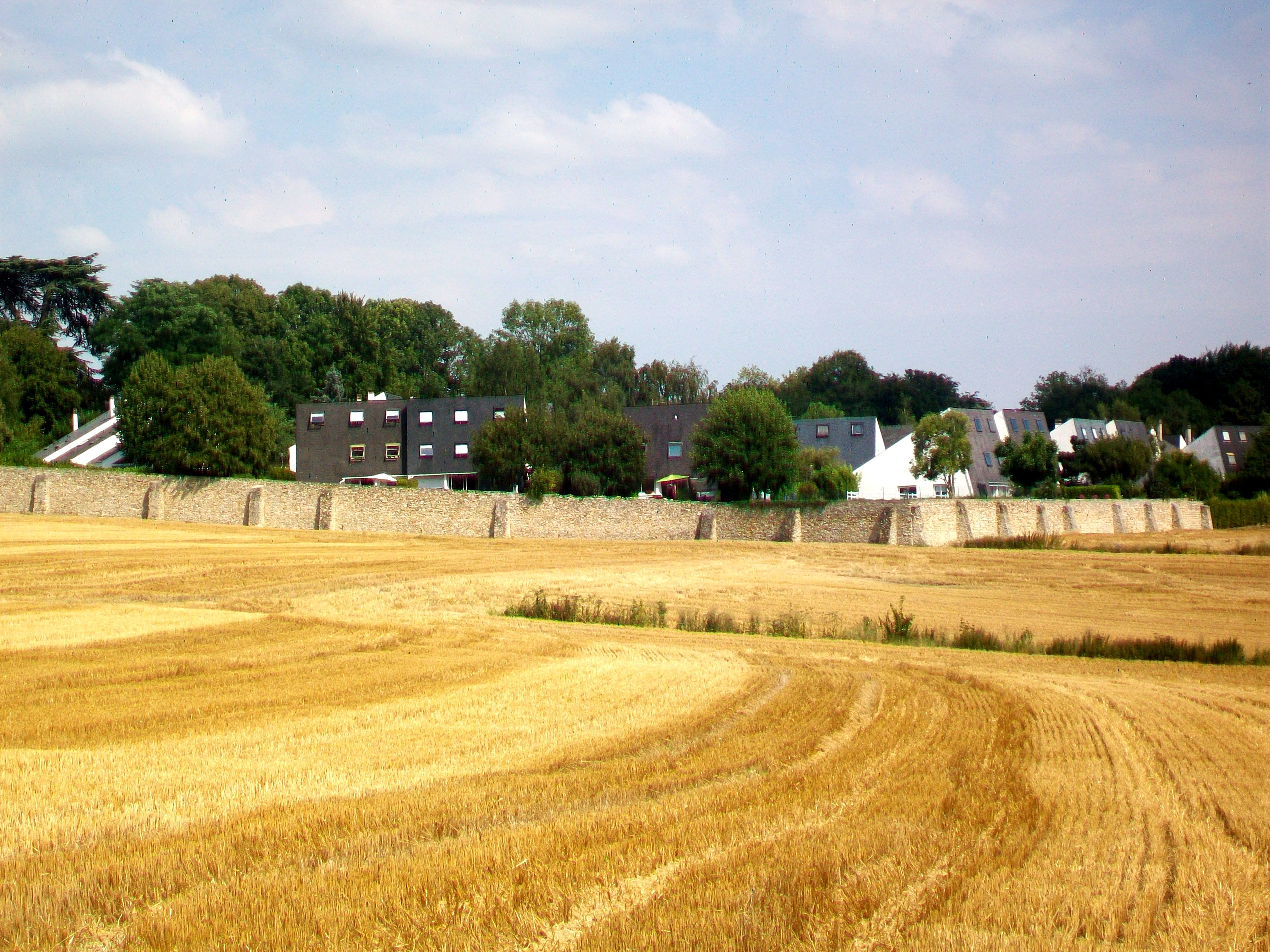
Muraille de l'ancien château du Pied-de-Fer disparu.

- Maison de l'Ange-gardien, 23 rue de la Mairie

Construite dans un style néo-Renaissance, cette maison en brique rouge et pierre de taille est l'une des plus remarquables du village. La statue d'un ange gardien orne l'angle Nord-Est de la façade, surmonté par un petit clocher. La maison est l'ancienne porterie de la villa Béthanie (voir ci-dessus) et passe entre les mains de plusieurs ordres religieux : Les franciscaines de Sainte-Élisabeth de Hongrie y installent un pensionnat, puis les pères Oratoriens en font leur noviciat en tant que dépendance de la villa Béthanie.
- Villa des Tilleuls, 18 rue de Pontoise

Cette grande demeure est l'une des plus importantes de la commune. Son nom vient des tilleuls qui bordent la rue de Pontoise. Elle a été construite pour le docteur Bujon, médecin et maire de la commune, puis passe dans la propriété de M. Champenois, conseiller municipal. Les fêtes de l'école communale sont alors organisées annuellement dans le parc de la villa. Elle appartient aujourd'hui à la commune qui l'utilise pour ses activités culturelles. La maison de gardien à l'entrée du domaine et les anciens communs sont occupés par les services techniques de la mairie.
- Pont d'Arcole, à l'entrée de la forêt de l'Isle-Adam, dans la prolongation Ouest de la rue de la Mairie

Ce pont a été construit en 1830 pour le compte du comte du Choiseul, qui souhaite pouvoir relier le parc de son château de Baillet-en-France à celui de Maffliers, propriété du duc de Périgord. Du fait que les deux propriétés ne sont pas exactement limitrophes, le comte doit tout d'abord acquérir le quartier des Bois, se composant d'une plâtrière, d'une ferme et de plusieurs maisons, habitées par dix-sept ménages au total. Une fois qu'il a tout racheté, il fait raser l'ensemble. Ce sont les bûcherons qui donneront au pont son nom, à l'instar d'un pont à Paris, en souvenir d'un jeune républicain mort au cours des Trois Glorieuses. Abattu alors qu'il plantait un drapeau tricolore, il s'écria avant de mourir : « Rappelez-vous que je m'appelle Arcole ».
- Ancienne muraille du château du Pied-de-Fer

Remontant au XVIe  ou  XVe siècle, elle provient du château démoli par les franciscaines de Sainte-Élisabeth de Hongrie en 1875, et délimite aujourd'hui un lotissement à l'Ouest du village.

### Personnalités liées à la commune
- Dan Jacobson (1942), artiste peintre et lithographe, vit à Montsoult.

### Héraldique
| Blason de Montsoult | Blason  | Écartelé : au 1er d'or à quatre alérions d'azur, ordonnés 2 et 2, au 2e d'azur à trois fleurs de lys d'or, au 3e d'azur au lion d'or, au 4e d'or à dix billettes de gueules ordonnées 4, 3, 2 et 1 ; à la à la croix de gueules brochant sur la partition. |
| Blason de Montsoult | Détails | Les créneaux représentent les anciennes fortifications du village. La croix de gueules qui divise les quartiers rappelle que les seigneurs de Montsoult ont participé aux Croisades. Le premier quartier d’or aux alérions d’azur figure est emprunté au blason de la famille de Montmorency, qui a été seigneur de Montsoult. Le deuxième quartier d’azur aux fleurs de lys d’or indique l'appartenance de Montsoult au pays de France. Le troisième quartier d’azur au lion d’or évoque la famille de Beaumont. Le quatrième quartier d’or à dix billettes de gueules renvoie à Antoine de Bucy, seigneur de Gournay, inhumé en l’église de Montsoult dont seule subsiste la pierre tombale qui forme le seuil de l’église. Adopté par la municipalité. |
| Blason de Montsoult | Alias   | D'or à la croix de gueules cantonnée de seize alérions d'azur, quatre dans chaque canton ; au franc-canton d'argent à l'étoile de sable. |